# Saint-Chels
Saint-Chels település Franciaországban, Lot megyében. Lakosainak száma 142 fő (2022. január 1.). Saint-Chels Brengues, Cajarc, Gréalou, Larnagol, Marcilhac-sur-Célé és Saint-Sulpice községekkel határos.

## Népesség
A település népessége az elmúlt években az alábbi módon változott:
| Lakosok száma | 151  | 143  | 138  | 148  | 141  | 140  | 141  | 139  | 137  | 142  |
|               | 1968 | 1982 | 1990 | 2006 | 2013 | 2015 | 2017 | 2019 | 2020 | 2022 |